# Декларація незалежності Естонії

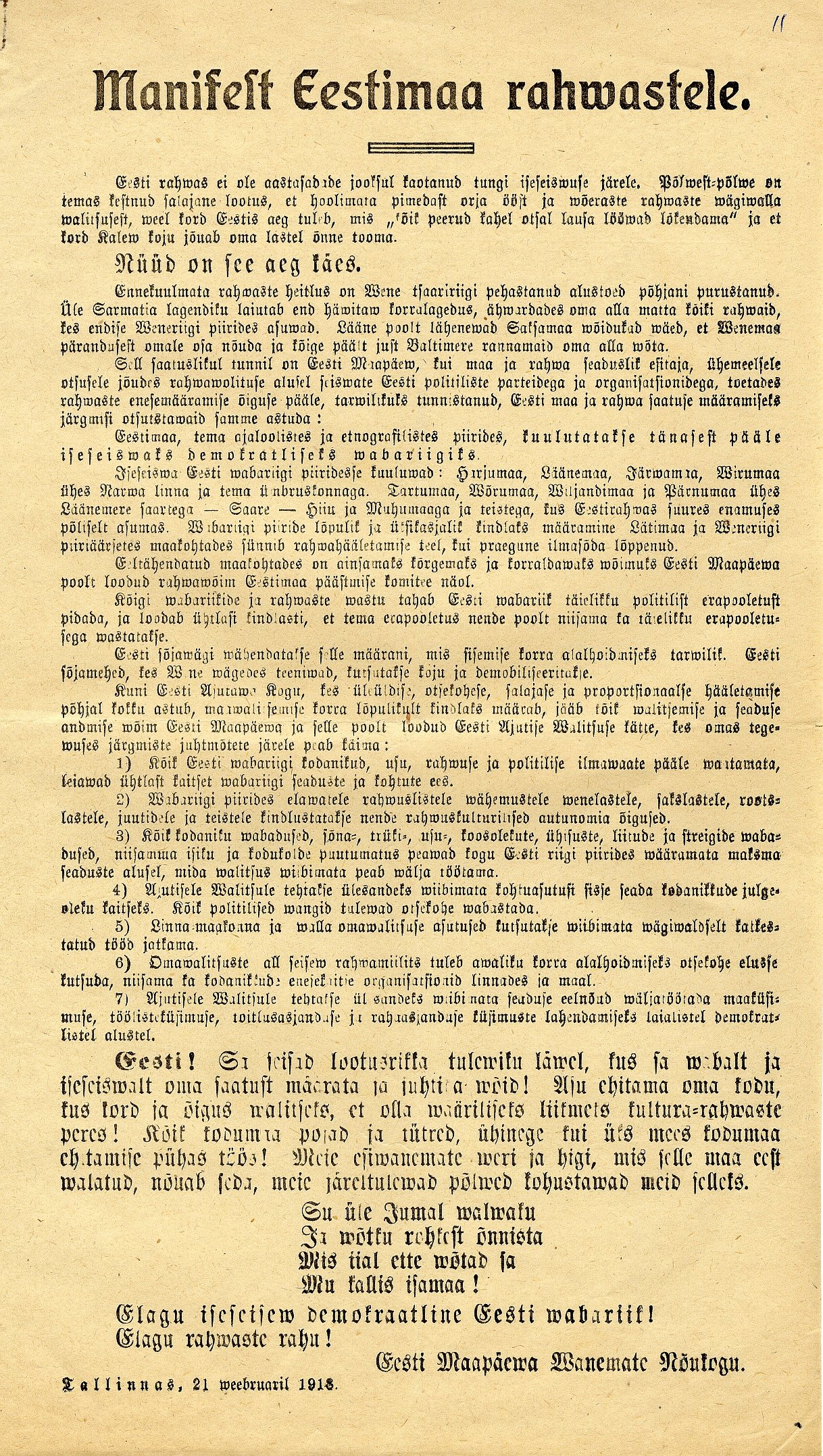
Декларація незалежності Естонії

Декларація незалежності Естонії, або Маніфест до усіх народів Естонії (ест. Manifest kõigile Eestimaa rahvastele) — документ, яким було проголошено державну незалежність Республіки Естонія. Проголошення незалежності Естонії у Таллінні відбулося 24 лютого 1918 року. Ця дата є національним святом Естонії — Днем незалежності.

## Створення
19 лютого 1918 року Земською радою Естляндської губернії було створено Комітет порятунку Естонії, якому було доручено підготувати декларацію про незалежність. Комісія у складі Юхана Куука, Карла Аста, Юрі Вільмса та Юрі Яаксона розробила проєкт документа, який був підтриманий старійшинами Земської ради 21 лютого. Однак, до тексту декларації були висловлені певні зауваження, тож остаточну редакцію декларації було підготовлено тим самим складом авторів за участі керівника технічного відділу Земської управи Фердинанда Петерсена.
Декларація незалежності Естонії вперше зачитана членом губернських зборів Уго Кууснером з балкону театру Ендла у Пярну о 20 годині 23 лютого 1918 року. 24 лютого декларацію було зачитано у Вільянді мером Густавом Талтсом, у Пайде командиром 4-го Естонського полку Яаном Майде, та у столиці, місті Таллінн, головою Тимчасового уряду Костянтином Пятсом. 25 лютого текст Декларації незалежності Естонії було опубліковано у газеті Päevaleht, а 26 лютого у Петрограді.